# Језеро (Коњиц)
Језеро је насељено место у Босни и Херцеговини, у општини Коњиц, у Херцеговачко-неретванском кантону које административно припада Федерацији Босне и Херцеговине. Према попису становништва из 2013. у насељу је живјело 32 становника.

## Географија
Насеље се налази неколико километара јужно од Коњица.

## Становништво
По последњем службеном попису становништва из 1991. године, у насељу Језеро живело је 79 становника. Већина становника су били Срби.
| Националност | 1991. | 1981. | 1971. |
| Срби         | 73    | 83    | 94    |
| Муслимани    | 4     |       | 1     |
| Југословени  | 2     |       |       |
| Укупно       | 79    | 83    | 95    |